# Cabestro

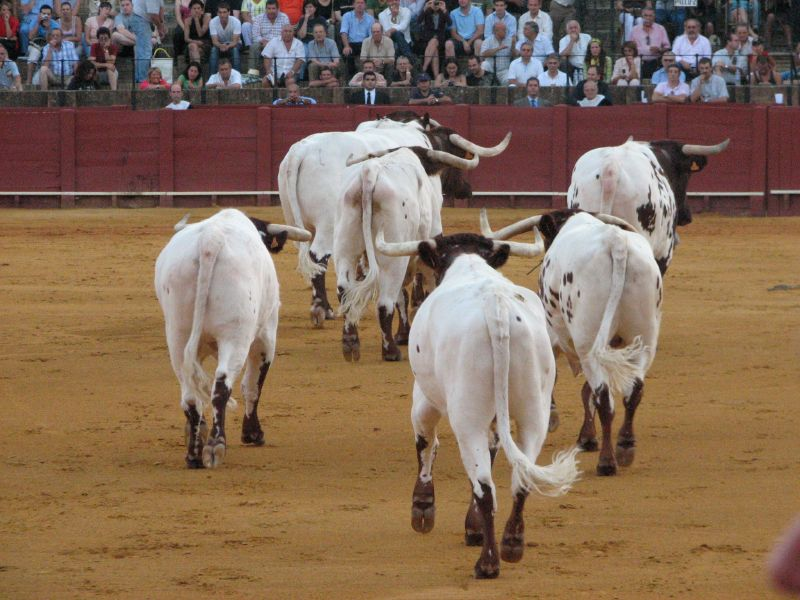
Cabestros de la race andalouse berrenda en colorado dans les arènes de Séville.

Un cabestro est, dans le monde de la corrida, un taureau généralement issu d'une race destinée à la production de viande, castré à deux ans afin de faciliter son dressage et utilisé, après un long processus d'apprentissage, dans les élevages de taureaux de combat pour différentes tâches en relation avec la conduite du bétail brave. Les cabestros servent également dans les corrals de certaines arènes pour guider les taureaux lors de l'apartado, dans l'arène elle-même pour reconduire aux corrals les taureaux inaptes au combat (mauvaise présentation, boiterie, faiblesse…), et dans les encierros, comme à Pampelune, pour encadrer les taureaux et leur indiquer le chemin à suivre, des corrals éloignés des arènes jusqu'à celles-ci.

## Cabestroou bœuf
Selon le dictionnaire de l'Académie royale espagnole, un bœuf est un « taureau castré », tandis qu'un cabestro est un « bœuf manso qui porte une sonnaille et sert de guide pour les troupeaux de taureaux ». Les fonctions traditionnelles du bœuf consistent à produire de la viande, traîner des charges et tirer la charrue lors des opérations de labour, alors que celle du cabestro consiste à faciliter la conduite des taureaux de combat dans les élevages.
On peut donc affirmer qu'un cabestro est un bœuf dressé à des fins spécifiques dans les élevages de taureaux de combat : tous les cabestros sont des bœufs, mais la majorité des bœufs ne sont pas des cabestros.

## Races de bovins utilisées commecabestro

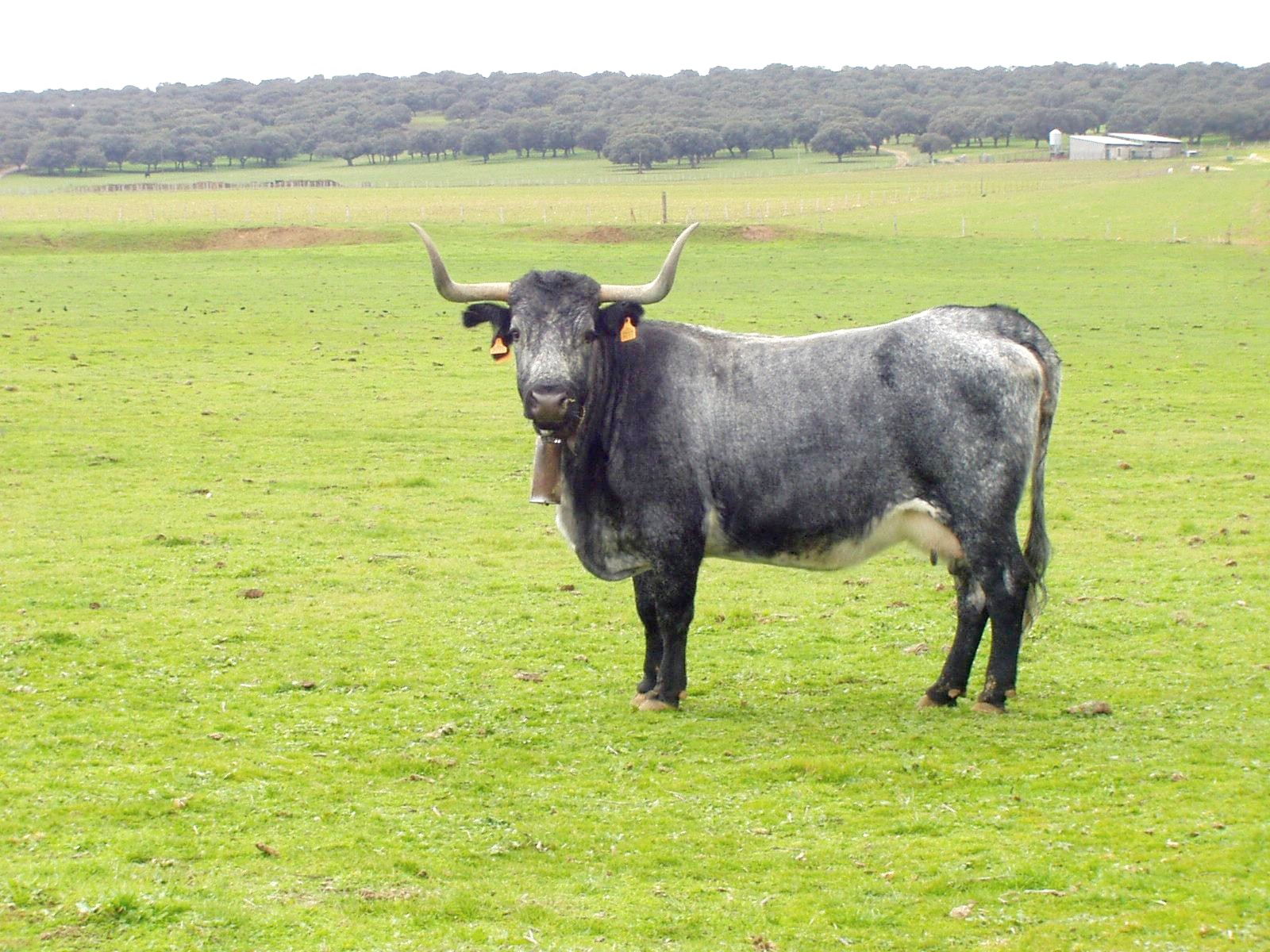
vache de la race Morucha

Comme vu précédemment, le mot cabestro ne désignant pas une race en soi, rien d'étonnant à ce que plusieurs races bovines puissent assurer les fonctions de cabestro.
Parmi les plus appréciées pour leurs aptitudes naturelles, on citera la berrenda en colorado et la berrenda en negro. Les mâles castrés de ces deux races peuvent dépasser les 800 kilos et possèdent généralement de fortes et grandes cornes. Bien qu'ils soient mansos, ils montrent parfois des signes de bravoure qui trouvent leur origine dans des croisements avec le bétail brave tels qu'ils se pratiquaient anciennement dans les élevages de taureaux de combat. De fait, les coups de corne infligés par des cabestros ne sont pas rares, et ont quelquefois de graves conséquences : compliquant leur dressage, l'excès de bravoure chez les cabestros n'est pas souhaitable. Cependant certains cabestros conservent un fond de caste ne demandant qu'à ressurgir. Le 17 mars 1975, lors d'une feria de Valence, l'un d'eux réussit à rouler au sol un taureau de Martìn Benavides qui refusait de quitter la piste et l'obligea à regagner le toril
Une autre race est utilisée, la morucha, principalement élevée dans les élevages du Campo Charro (région de Salamanque).